# Martinice v Krkonoších
Martinice v Krkonoších, bis 1991 Martinice (deutsch Merzdorf, früher Martinitz) ist eine Gemeinde in Tschechien. Sie liegt vier Kilometer südöstlich von Jilemnice und gehört zum Okres Semily.

## Geographie
Martinice befindet sich im westlichen Riesengebirgsvorland. Der größte Teil des Dorfes liegt am Bach Jilemka in der Podkrkonošská pánev; das obere Ende (Hoření konec) im Tal der Jílovka in den Ausläufern der Staropacká vrchovina. Nordöstlich erhebt sich die Horka (510 m), im Südwesten die Hůra (566 m). Am östlichen Ortsrand liegt der Teich Zákřežník, nördlich des Dorfes der Mlejnsko. Gegen Norden erstreckt sich der Wald Bransko. Durch Martinice führt die Bahnstrecke Velký Osek–Trutnov, von der im Ort die Nebenbahn Martinice v Krkonoších–Rokytnice nad Jizerou abzweigt.
Nachbarorte sind Javorek im Norden, Horní Branná im Nordosten, Bakov, Dolní Branná, Příčnice und Kunčice nad Labem im Osten, Na Močidle, Horní Kalná und Zálesní Lhota im Südosten, Rovnáčov, Čejkovice und Amerika im Süden, Roztoky u Jilemnice und Bukovec im Südwesten, Zásadka und Hnátovsko im Westen sowie Mříčná, Peřimov, Jilem und Jilemnice im Nordwesten.

## Geschichte
Die erste schriftliche Erwähnung der Einöde Martinczova samota erfolgte 1492 im Zuge der Teilung der Herrschaft Stepanitz zwischen Hynko und Heník von Waldstein, wobei der Ort zur neu gebildeten Herrschaft Jilemnice untertänig wurde. Im Laufe der Zeit erweiterte sich die Einöde zum Dorf Martinicze.
1522 verkaufte Hynko von Waldstein die Herrschaft an Arnošt von Újezdec und Kounice, den seine Söhne Arnošt und Záviš Jilemnický von Újezdec und Kounice beerbten. Danach erbte Záviš Tochter Anna Křinecká von Ronov den Besitz. Ihr folgte ihr Sohn Dobromysl († 1585) und nach dessen Tode sein jüngerer Bruder Albrecht Bohumír, der seiner Frau Katharina Miřkovský von Tropčice die Verwaltung des Besitzes überließ. Katharina Křinecká und ihre drei Töchter Anna, Barbara und Alena mussten die Herrschaft 1624 für 70.000 Meißnische Schock an Albrecht von Waldstein zur Bildung eines Flächenstaates Herzogtum Friedland verkaufen. Da Waldstein die Kaufsumme schuldig blieb, war Katharina Křinecká de facto auch weiterhin Besitzer der Güter. Nach Waldsteins Ermordung verkaufte Katharina 1637 die Herrschaft für 64.000 Meißnische Schock an ihren Schwiegersohn Johann Wilhelm Harant von Polschitz und Weseritz, einen Sohn von Christoph Harant von Polschitz und Weseritz, der mit ihrer Tochter Barbara verheiratet war. Nachfolgende Besitzer waren Christoph Gottfried, Adolf Wilhelm und Franz Paul Harant von Polschitz und Weseritz. Letzter verkaufte die Herrschaft 1701 an Bonaventura Graf Harrach, der bereits Stepanitz besaß und beide Teile zu einer Herrschaft vereinigte. Im Jahre 1834 lebten in den 77 Häusern von Martinitz 638 überwiegend tschechischsprachige Bewohner. Unterhalb des Dorfes befand sich ein großer Fischteich, an dem die Buschmühle (Martinický mlýn) lag. Pfarrort war Roztoky. Bis zur Mitte des 19. Jahrhunderts blieb Martinitz immer der Fideikommissherrschaft Starkenbach untertänig.
Nach der Aufhebung der Patrimonialherrschaften bildete Martinitz / Merzdorf ab 1850 mit dem Ortsteil Rovnáčov eine Gemeinde in der Bezirkshauptmannschaft Starkenbach/Jilemnice. 1871 erhielt Martinice an der Bahnstrecke Velký Osek–Trutnov einen Bahnhof, der anfangs den Namen der nahen Bezirksstadt Starkenbach/Jilemnice trug. 1899 ging die abzweigende Lokalbahn nach Rochlitz/Rokytnice in Betrieb.
Mit dem Bahnanschluss war ein wirtschaftlicher Aufschwung des Dorfes verbunden. 1884 gründete František Horáček eine Farm und ein Exportunternehmen für Wild. Im Jahre 1890 entstand in Martinice eine mechanische Weberei, die später als Kolora firmierte. In der Zwischenkriegszeit exportierte die Horáček-Farm weltweit lebendes Wild. Der Ort lag an der deutsch-tschechischen Sprachgrenze. Infolge des Münchner Abkommens wurde Martinice zwischen 1938 und 1945 ein Grenzort zum Deutschen Reich. Nach dem Zweiten Weltkrieg erfolgte 1945 die Enteignung der Grafen Harrach. Die Horáček-Farm wurde 1950 geschlossen.
Im Zuge der Aufhebung des Okres Jilemnice wurde Martinice 1960 dem Okres Semily zugeordnet und zugleich nach Studenec eingemeindet. Nach der Samtenen Revolution entschieden sich die Einwohner von Martinice für die Bildung einer eigenen Gemeinde, in Rovnáčov fiel das Referendum zugunsten des Verbleibs beim unmittelbar anschließenden Studenec aus. Die am 1. September 1990 entstandene Gemeinde Martinice änderte zum 1. Mai 1991 ihren Namen in Martinice v Krkonoších. Seit 1997 führt die Gemeinde ein Wappen und Banner. Die Kolora stellte 1999 den Betrieb ein.

## Gemeindegliederung
Für die Gemeinde Martinice v Krkonoších sind keine Ortsteile ausgewiesen. Die Bahnstrecke Velký Osek–Trutnov teilt das Dorf in die Ortslagen Hoření konec und Dolení konec.

## Sehenswürdigkeiten

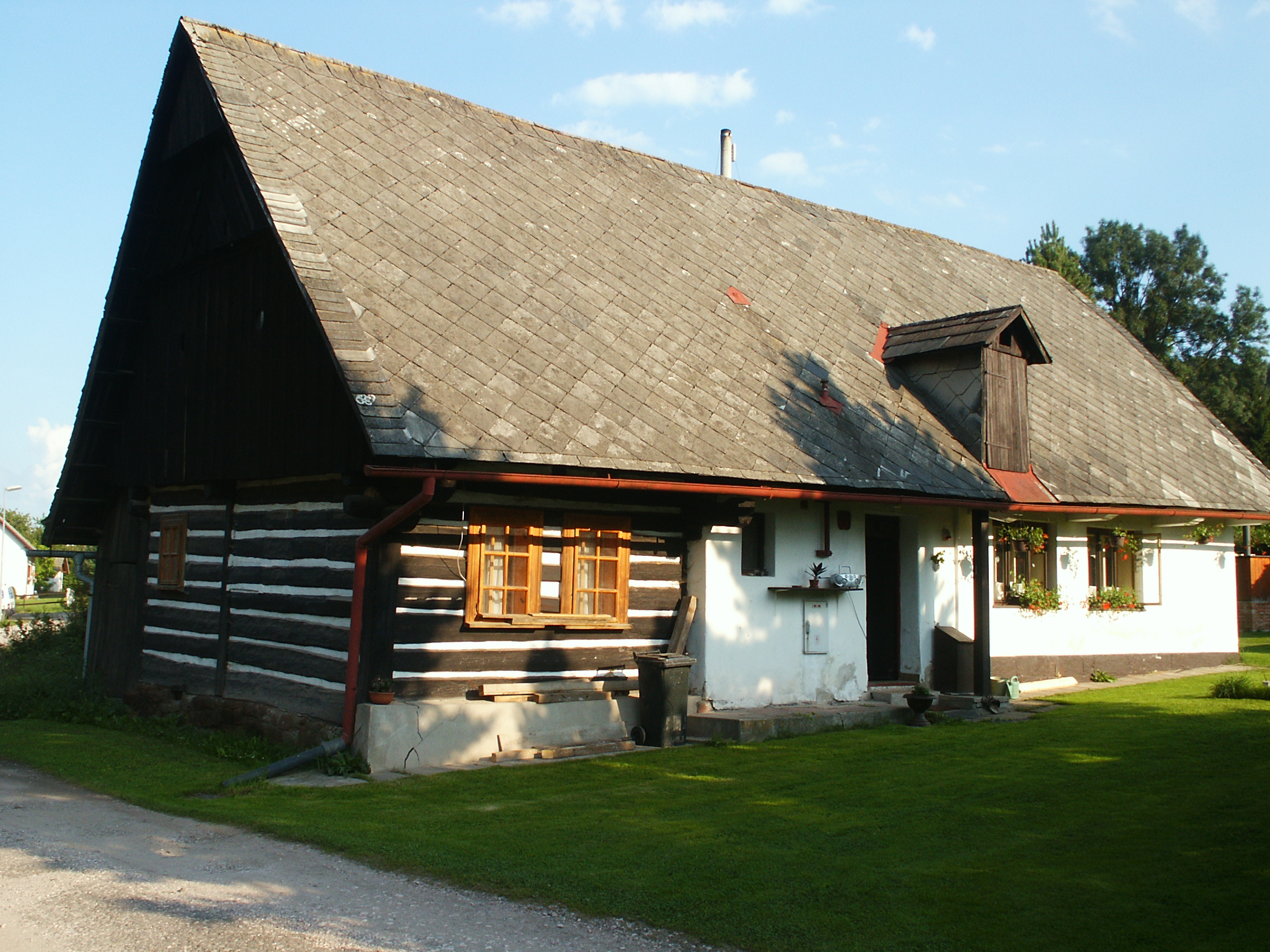
Typische Riesengebirgschaluppe

- Glockenturm des hl. Johannes von Nepomuk, erbaut 1845 aus rotem Merzdorfer Sandstein, er wurde 2005 saniert
- Forstlehrpfad U mlejna, angelegt im Jahre 2000. Er führt von der Mühle Martinický mlýn am unteren Ortsende über zwei Kilometer durch den Bransko-Wald. An den Stationen Martinický mlýn, Obnova Martinických rybníků, Historický vývoj lesa, Na Bubně, Přirozená obnova lesa, Slané bahno, Les mnoha tváří befinden sich Informationstafeln zur Geschichte des Waldgebietes.[5]
- mehrere Wegekreuze aus dem 19. Jahrhundert
- Marterl auf dem Friedhof, errichtet 1838
- gezimmerte Riesengebirgschaluppen

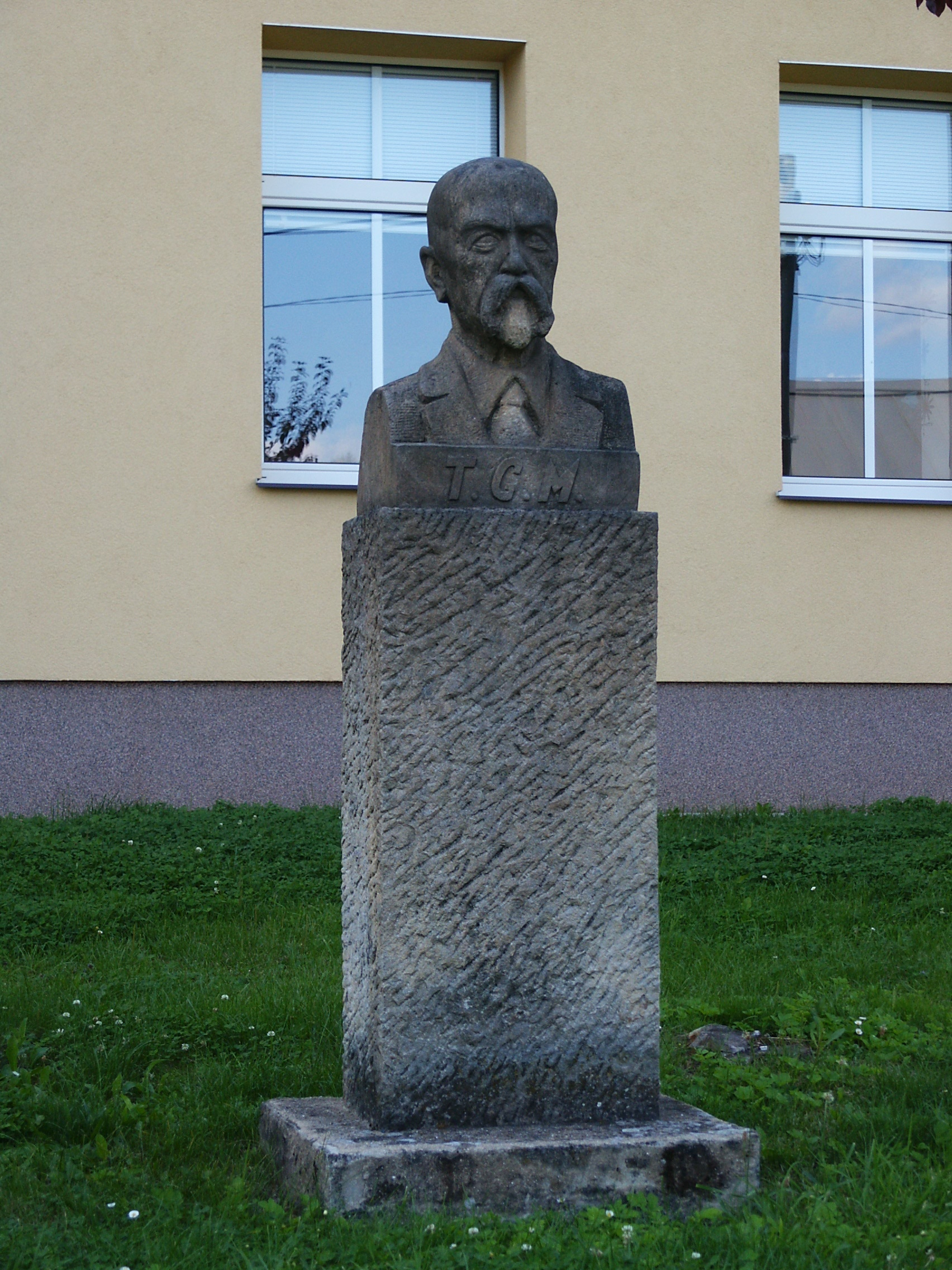
Masaryk Denkmal

- Denkmal für TG Masaryk, errichtet 1930 vor der Schule auf Initiative des Schulleiters Josef Horák. Die Sandsteinbüste war ein Werk des Bildhauers Alois Khun aus Vojice. 1962 ließ der Schuldirektor Vladislav Škopán das Denkmal zertrümmern und den Schutt von der Kolora abfahren. Dort wurde der schwer beschädigte Masaryk-Kopf versteckt und nach dem Abtritt der Kommunisten am 7. Mai 1990 wieder aus dem Versteck geholt. Unter Verwendung von Teilen des alten Denkmals schuf der Prager Bildhauer Richard Kracík eine neue Büste, die 1992 vor der Schule enthüllt wurde.
- Denkmal Plačící vlast (Weinendes Vaterland), es entstand 1921 zum Gedenken an die während des Ersten Weltkrieges gefallenen Männer des Ortes. Zu beiden Seiten wurde eine Linde gepflanzt, die Freiheitslinde und die Masaryk-Linde. 1930 wurde es von der Kreuzung an der Kolora, wo es unter dem zunehmenden Straßenverkehr gelitten hatte, auf den neuen Friedhof umgesetzt.

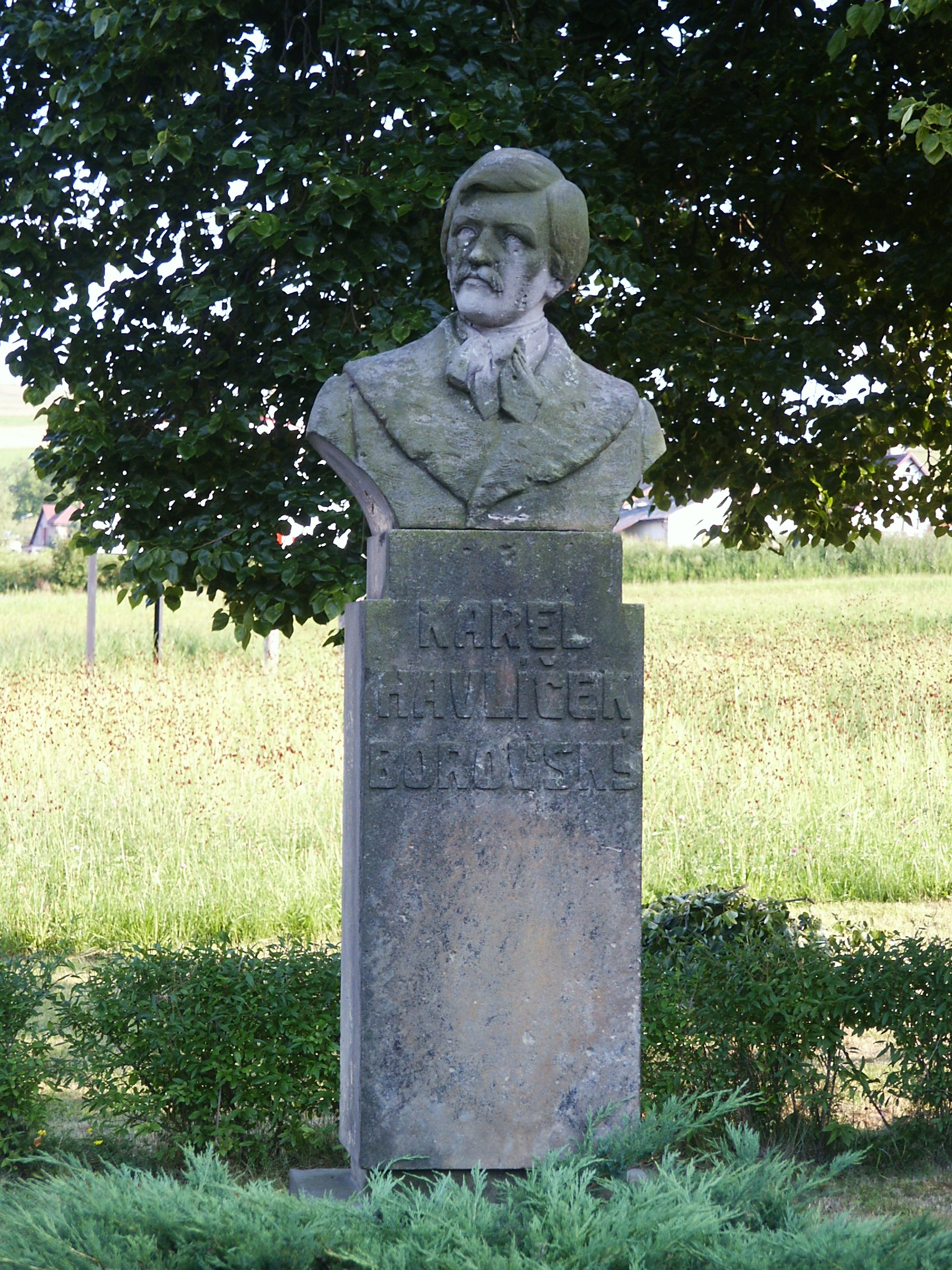
Borovský Denkmal

- Denkmal für Karel Havlíček Borovský, es wurde am 28. Oktober 1932 im Rahmen des Freiheitsfestes an der Freiheitslinde enthüllt. Die Vorgeschichte dieses Denkmals ist noch nicht geklärt; es gibt keinen Hinweis darauf, dass Havlíček jemals in Martinice gewesen war. Das Denkmal soll ebenfalls auf Initiative von Josef Horák errichtet worden sein, jedoch sahen seine ursprünglichen Pläne ein Comenius-Denkmal vor, dass jedoch von der katholisch geprägten Einwohnerschaft abgelehnt wurde. Offensichtlicher Grundgedanke war eine Demonstration der tschechischen Identität von Martinice während der Zeit des Nationalitätenkonflikts. Mit dem Dichter und Politiker Havlíček Borovský wurde schließlich eine geeignete Persönlichkeit der Tschechischen Nationalbewegung gefunden, die in dem Dorf an der Sprachgrenze den Deutschen entgegenblicken sollte. Das Denkmal wurde 2007 instand gesetzt und sein Umfeld umgestaltet. Die hohen Silberfichten und die Linde, die bereits in die Stromversorgungsleitungen gewachsen waren, wurden abgehauen und stattdessen eine Forsythien- und Ligusterhecke angelegt; dadurch kam das zugewachsene Denkmal wieder zur Geltung.
- Gedenktafel für František Jebavý (1898–1919), an seinem Geburtshaus, einer Chaluppe an der Straße nach Zálesní Lhota. Sie wurde am 30. August 1938 enthüllt und 1989 wieder angebracht. Jebavý starb während des tschechoslowakisch-ungarischen Grenzkonflikts in Berehovo.